# Skręcalność właściwa
Skręcalność właściwa – wartość charakteryzująca substancję aktywną optycznie, poprzez wartość kąta skręcania płaszczyzny światła spolaryzowanego. Ilościowo wyraża się ona wzorem
{\displaystyle \alpha _{w}={\frac {\alpha }{l}},}
gdzie:
- {\displaystyle \alpha } – wartość skręcenia płaszczyzny światła spolaryzowanego
- {\displaystyle l} – długość drogi pokonanej przez światło

Z powyższego wzoru wynikałoby, że skręcalność właściwa jest liczbą mianowaną, a jej jednostką jest jednostka kąta podzielona przez jednostkę długości, jednak w praktyce jednostki te pomija się, podając kąt skręcenia w stopniach dla drogi równej 1 dm dla cieczy lub 1 mm dla ciał stałych.
Zwyczaj ten wynika z powszechnego stosowania polarymetrów, w których skręcenie płaszczyzny polaryzacji dla cieczy badane jest w kuwetce na drodze 1 dm. Stosowane są również inne jednostki oraz inne definicje skręcalności właściwej.
Skręcalność właściwa zależy od długości fali światła. Zależność tę można przybliżyć wzorem
{\displaystyle \alpha _{w}=A+{\frac {B}{\lambda ^{2}}},}
gdzie: {\displaystyle A} i {\displaystyle B} są stałymi dla danej substancji.
Na przykład dla kwarcu skręcalność właściwa (kąt skręcenia dla płytki o grubości 1 mm) wynosi
- 15,55° dla linii Fraunhofera B (686,7 nm),
- 50,98° dla linii Fraunhofera H (396,8 nm).

Często spotykany symbol [α]TD oznacza, że pomiar wykonano w temperaturze {\displaystyle T} dla światła odpowiadającego długości fali linii D sodu (tj. 589 nm). Zależność skręcalności optycznej od długości fali określa się jako dyspersję skręcalności optycznej.

## Skręcalność właściwa roztworu
Nieco inaczej definiuje się skręcalność właściwą roztworów
{\displaystyle [\alpha ]={\frac {\alpha \cdot 100\%}{c\cdot l}},}
gdzie: {\displaystyle c} jest stężeniem roztworu (wyrażone w g substancji rozpuszczonej na cm³ roztworu). Jak widać ze wzorów, również jednostka skręcalności właściwej roztworu jest inna. Skręcalność ta również zależy od długości fali i temperatury, a może zależeć też od użytego rozpuszczalnika i w pewnym stopniu także od stężenia. Dla niektórych substancji rozpuszczalnik może wpływać nie tylko na wielkość, ale i na znak skręcalności.
Związki skręcające płaszczyznę światła spolaryzowanego w prawo oznaczane są symbolami (+) lub {\displaystyle d} (od łac. dextro – prawy), a w lewo (−) lub {\displaystyle l} (od łac. levo – lewy).